# الدوري البيروي لكرة القدم 2004
الدوري البيروفي لكرة القدم 2004 (بالإسبانية: Campeonato Descentralizado 2004)‏ هو الموسم 76 من الدوري البيروفي لكرة القدم. كان عدد الأندية المشاركة فيه 14، وفاز فيه أليانزا ليما.